# Casimir Ier de Poméranie
Pour les articles homonymes, voir Casimir Ier.
Casimir Ier de Poméranie (en polonais Kazimierz I, en allemand Kasimir I.) est né vers 1130 et décédé en novembre 1180. Il est le duc de Demmin de 1160 à 1180. Il est le fils de Warcisław Ier de Poméranie et le frère de Bogusław Ier de Poméranie.
À la mort de leur oncle Racibor Ier vers 1155, Bogusław et Casimir héritent de la Poméranie occidentale qu’ils se partagent : le duché de Szczecin pour Bogusław, le duché de Demmin pour Casimir.
En 1164, le duc de Saxe Henri le Lion et le roi Valdemar Ier de Danemark envahissent la Poméranie. Le 5 juillet 1164, près de Demmin, Casimir et Bogusław remportent une première bataille contre les agresseurs, au prix de lourdes pertes. Leur armée est finalement vaincue par les hommes du grave Guncelin. Demmin, la capitale de Casimir Ier est perdue et incendiée. Bogusław est repoussé au-delà de la rivière Peene. Casimir est contraint de devenir le vassal d’Henri le Lion et d’offrir son territoire habité par la tribu des Circipani (appartenant au peuple des Vélètes). Il reconnaît l’autorité de l’évêque de Schwerin sur cette région. Vis-à-vis du Danemark, Bogusław et Casimir s’engagent à empêcher toute attaque de pirates poméraniens contre le littoral danois. En 1168, Bogusław et Casimir prennent part à l’expédition militaire de Valdemar contre les habitants païens de l’île de Rügen.
En 1180, Frédéric Barberousse dépouille son rival Henri le Lion de la Saxe et de la Bavière, et le fait mettre au ban du Saint-Empire romain germanique. Alliés d’Henri, Bogusław et Casimir participent aux combats, ce qui coûte la vie à ce dernier.
Après sa mort, Bogusław réunifie la Poméranie occidentale sous son autorité.